# 28803 Roe
28803 Roe è un asteroide della fascia principale. Scoperto nel 2000, presenta un'orbita caratterizzata da un semiasse maggiore pari a 2,5644876 UA e da un'eccentricità di 0,0898077, inclinata di 15,75118° rispetto all'eclittica.